# A Condition Called Love
A Condition Called Love (jap. 花野井くんと恋の病 Hananoi-kun to koi no yamai) – manga autorstwa Megumi Morino, publikowana na łamach magazynu „Dessert” wydawnictwa Kōdansha od grudnia 2017. Na jej podstawie East Fish Studio wyprodukowało serial anime, który emitowano od kwietnia do czerwca 2024.

## Fabuła
Historia opowiada o Hotaru Hinase, uczennicy pierwszej klasy liceum, która wiedzie szczęśliwe życie otoczone wspaniałymi przyjaciółmi i kochającą rodziną. Jednak brakuje w nim romansu. Wszystko się zmienia, gdy pomaga Sakiemu Hananoiowi, przystojnemu chłopakowi, który właśnie został rzucony przez swoją dziewczynę. W rezultacie Saki prosi ją o próbny związek.

## Bohaterowie
- Hotaru Hinase (jap. 日生 ほたる Hinase Hotaru)

Seiyū: Kana Hanazawa 
- Saki Hananoi (jap. 花野井 颯生 Hananoi Saki)

Seiyū: Chiaki Kobayashi 
- Hibiki Asami (jap. 浅海 響 Asami Hibiki)

Seiyū: Yurika Kubo 
- Tsukiha Shibamura (jap. 柴村 月葉 Shibamura Tsukiha)

Seiyū: Maaya Sakamoto 
- Sōhei Yao (jap. 八尾 創平 Yao Sōhei)

Seiyū: Ryōhei Kimura 
- Keigo Kurata (jap. 倉田 圭悟 Kurata Keigo)

Seiyū: Ryōta Ōsaka 
- Satomi Satomura (jap. 里村 紗都美 Satomura Satomi)

Seiyū: Sayumi Suzushiro 
- Yukihiro Kuroe (jap. 黒江 之紘 Kuroe Yukihiro)

Seiyū: Kazuyuki Okitsu 

## Manga
Pierwszy rozdział mangi został opublikowany 22 grudnia 2017 w magazynie „Dessert”. Następnie wydawnictwo Kōdansha rozpoczęło zbieranie rozdziałów do wydań w formacie tankōbon, których pierwszy tom ukazał się 11 maja 2018.
| Nr | Data wydania (język japoński) | ISBN (język japoński)  |
| -- | ----------------------------- | ---------------------- |
| 1  | 11 maja 2018                  | ISBN 978-4-06-511469-8 |
| 2  | 12 października 2018          | ISBN 978-4-06-513177-0 |
| 3  | 13 marca 2019                 | ISBN 978-4-06-514830-3 |
| 4  | 9 sierpnia 2019               | ISBN 978-4-06-516716-8 |
| 5  | 10 stycznia 2020              | ISBN 978-4-06-518226-0 |
| 6  | 11 czerwca 2020               | ISBN 978-4-06-519762-2 |
| 7  | 13 listopada 2020             | ISBN 978-4-06-521527-2 |
| 8  | 13 kwietnia 2021              | ISBN 978-4-06-522817-3 |
| 9  | 13 września 2021              | ISBN 978-4-06-524677-1 |
| 10 | 11 marca 2022                 | ISBN 978-4-06-527101-8 |
| 11 | 12 sierpnia 2022              | ISBN 978-4-06-528819-1 |
| 12 | 13 stycznia 2023              | ISBN 978-4-06-530401-3 |
| 13 | 13 czerwca 2023               | ISBN 978-4-06-531936-9 |
| 14 | 13 listopada 2023             | ISBN 978-4-06-533724-0 |
| 15 | 12 kwietnia 2024              | ISBN 978-4-06-535287-8 |
| 16 | 13 listopada 2024             | ISBN 978-4-06-537656-0 |
| 17 | 13 maja 2025                  | ISBN 978-4-06-539497-7 |

## Anime
Adaptacja w formie telewizyjnego serialu anime została zapowiedziana 7 czerwca 2023. Produkcją zajęło się East Fish Studio, a reżyserią Tomoe Makino. Scenariusz napisała Hitomi Amamiya, postacie zaprojektowała Akiko Satō, a muzykę skomponował Yamazo. Seria była emitowana od 4 kwietnia do 20 czerwca 2024 na antenie TBS i stacjach stowarzyszonych. Motywem otwierającym jest „Kimi no sei” (jap. 君のせい) autorstwa zespołu Sexy Zone, natomiast piosenką końcową jest japońska wersja utworu „Every Second”, w wykonaniu Miny Okabe. Prawa do streamingu serii nabył Crunchyroll.

## Odbiór
W 2021 roku seria zdobyła nagrodę Kōdansha Manga w kategorii shōjo.